# Coupe d'Europe des nations de rugby à XIII 1945-1946
 (janvier 2023).
Navigation
Édition précédente Édition suivante
La Coupe d'Europe des nations de rugby à XIII 1946 est la sixième édition de la Coupe d'Europe des nations de rugby à XIII, elle se déroule du 24 novembre 1945 au 24 mars 1946, et oppose l'Angleterre, la France et le Pays de Galles. Ces trois nations composent le premier niveau européen.
L'Angleterre remporte son deuxième titre européen.

## Villes et stades
| Swinton (Angleterre)       | Swansea (Pays de Galles)                        | Bordeaux (France)          |
| -------------------------- | ----------------------------------------------- | -------------------------- |
| Station Road 60 000 places | St Helens Rugby and Cricket Ground 4 500 places | Parc Lescure 25 000 places |
| Station Road, Swinton      | St Helens Rugby Ground, Swansea                 | Parc Lescure, Bordeaux     |

## Les équipes

### France
| Nom                | Âge | Matchs (Ptsmarqués) pendant l'édition | Club               |
| ------------------ | --- | ------------------------------------- | ------------------ |
| Gabriel Berthomieu | 22  | 2 (0)                                 | Albi               |
| Élie Brousse       | 24  | 1 (0)                                 | Roanne             |
| Maurice Brunetaud  | 33  | 2 (3)                                 | Toulouse           |
| Robert Caillou     | 27  | 2 (0)                                 | Côte basque        |
| Gaston Calixte     | 22  | 1 (0)                                 | Villeneuve-sur-Lot |
| Robert Casse       | 19  | 1 (0)                                 | XIII Catalan       |
| Gaston Combes      | 25  | 2 (0)                                 | Albi               |
| Gaston Comes       | 22  | 2 (8)                                 | Roanne             |
| Paul Dejean        | 24  | 1 (3)                                 | XIII Catalan       |
| Henri Durand       | 30  | 1 (0)                                 | Villeneuve-sur-Lot |
| Pierre Etchart     | 34  | 1 (0)                                 | Côte basque        |
| Henri Gibert       | 31  | 2 (0)                                 | Roanne             |
| Robert Joly        | 22  | 1 (0)                                 | Roanne             |
| Martin Martin      | 23  | 2 (3)                                 | Carcassonne        |
| Joseph Maso        | 25  | 1 (0)                                 | Carcassonne        |
| Puig-Aubert        | 20  | 2 (8)                                 | Carcassonne        |
| Frédéric Trescazes | 24  | 1 (0)                                 | Carcassonne        |
| Ambroise Ulma      | 24  | 1 (0)                                 | XIII Catalan       |

## Classement
| Classement |                |   |   |   |   |    |    |     |
|            | Équipe         | J | V | N | D | PP | PC | Pts |
| 1          | Angleterre     | 2 | 1 | 0 | 1 | 19 | 17 | 2   |
| 2          | France         | 2 | 1 | 0 | 1 | 25 | 23 | 2   |
| 3          | Pays de Galles | 2 | 1 | 0 | 1 | 18 | 22 | 2   |

| 24 novembre 1945 | Pays de Galles | 11 - 3 | Angleterre     | St Helens Rugby Ground, Swansea |
| 23 février 1946  | Angleterre     | 16 - 6 | France         | Station Road, Swinton           |
| 24 mars 1946     | France         | 19 - 7 | Pays de Galles | Parc Lescure, Bordeaux          |

L'Angleterre remporte le titre au bénéfice de sa victoire sur la France.

### Angleterre - France
(mt : 16 - 0)
Points marqués :
- Angleterre : 4 essais de Johnson (3) et White ; 2 transformations de Horne.
- France : 2 pénalités de Comes ; 1 drop de Comes.

Évolution du score : 
Arbitre :  Albert Dobson
Spectateurs : 20 500
Compositions des équipes
- Angleterre :
- France : Puig-Aubert - Frédéric Trescazes, Gaston Comes, Robert Caillou, Gaston Calixte - Jep Maso (o), Gaston Combes (m) - Henri Gibert, Henri Durand, Martin Martin, Pierre Etchart, Gabriel Berthomieu, Maurice Brunetaud (c) - Entraîneur :

Ribes (Lezignan) initialement prévu au poste d'ailier est remplacé par Gaston Calixte juste avant la rencontre, même si le poste initial de ce dernier est troisième ligne, il est estimé qu'il était plus rapide et meilleur défenseur,.

### France - Pays de Galles
(mt : 10 - 7)
Points marqués :
- France : 3 essais de Martin (20e), Dejean, Brunetaud ; 1 transformation de Comes, 2 pénalités de Puig-Aubert ; 1 drop de Puig-Aubert.
- Pays de Galles : 1 essai de Foster (5e) ; 1 transformation de Ward (5e) ; 1 pénalité de Foster (1re).

Évolution du score : 
Arbitre :  P. Cowell
Spectateurs : 25 000
Compositions des équipes
- Pays de Galles:
- France : Puig-Aubert - Robert Casse, Paul Dejean, Gaston Comes, Robert Joly - Robert Caillou (o), Gaston Combes (m) - Henri Gibert, Martin Martin, Ambroise Ulma, Élie Brousse, Gabriel Berthomieu, Maurice Brunetaud (c) - Entraîneur : Jean Duhau